# William Hayward
William Hayward, Jr. (* 1787 bei Easton, Talbot County, Maryland; † 19. Oktober 1836 ebenda) war ein US-amerikanischer Politiker. Zwischen 1823 und 1825 vertrat er den Bundesstaat Maryland im US-Repräsentantenhaus.

## Werdegang
William Hayward besuchte die Easton Academy und studierte danach bis 1808 am Princeton College. Nach einem anschließenden Jurastudium und seiner 1809 erfolgten Zulassung als Rechtsanwalt begann er in Easton in diesem Beruf zu arbeiten. Gleichzeitig schlug er als Mitglied der Demokratisch-Republikanischen Partei eine politische Laufbahn ein. Zwischen 1818 und 1820 saß er im Abgeordnetenhaus von Maryland.
Bei den Kongresswahlen des Jahres 1822 wurde Hayward im siebten Wahlbezirk von Maryland in das US-Repräsentantenhaus in Washington, D.C. gewählt, wo er am 4. März 1823 die Nachfolge von Robert Wright antrat. Bis zum 3. März 1825 konnte er eine Legislaturperiode im Kongress absolvieren. Nach dem Ende seiner Zeit im US-Repräsentantenhaus praktizierte Hayward wieder als Anwalt. Er starb am 19. Oktober 1836 in Easton und wurde auf dem Familienfriedhof auf seinem Anwesen Shipshead beigesetzt. 